# Herb gminy Przytoczna
Herb gminy Przytoczna – symbol gminy Przytoczna, ustanowiony po 1989.

## Wygląd i symbolika
Herb przedstawia na tarczy w polu niebieskim białego orła ukoronowanego z ośmiobocznym kartuszem w kolorze niebieskim (nawiązanie do cudownego obrazu Matki Bożej Rokitniańskiej, na którym się znajduje), z białą literą „P” w kartuszu, nawiązującą do nazwy miejscowości będącej siedzibą gminy Przytoczna.